# Ruth Grützbauch
 (mai 2024).
Ruth Grützbauch (née le 3 octobre 1978) est une astronome autrichienne, directrice de planétarium et communicatrice scientifique. Après avoir obtenu son doctorat en 2007, elle a mené des recherches extragalactiques jusqu'en 2013, puis a travaillé comme éducatrice et communicatrice scientifique. Depuis 2017, elle dirige le planétarium éphémère Public Space.

## Biographie
Grützbauch est née comme la plus jeune d'une famille de six enfants dans le quartier viennois de Währing et a terminé sa maturité dans une école de Simmering. En 1996, elle a commencé à étudier l'astronomie à l'université de Vienne et a obtenu son diplôme en 2003. Au cours de son doctorat ultérieur, elle a acquis une expérience internationale à l'université de Nottingham en Angleterre, à l'Observatoire astronomique de Padoue en Italie et à l'Observatoire de La Silla, au Chili. En 2007, elle a obtenu son Doctor rerum naturalium après avoir terminé sa thèse sur les galaxies naines.
En tant que post-doctorante, Grützbauch a effectué des recherches extragalactiques à l'université de Nottingham et à l'université de Lisbonne, et a observé au télescope infrarouge du Royaume-Uni à Hawaï,,,. Son indice h est d'au moins 26. En 2013, Grützbauch a mis fin à sa carrière universitaire et est devenue éducatrice environnementale. De 2015 à 2017, elle a travaillé comme communicatrice scientifique à l'Observatoire de Jodrell Bank.

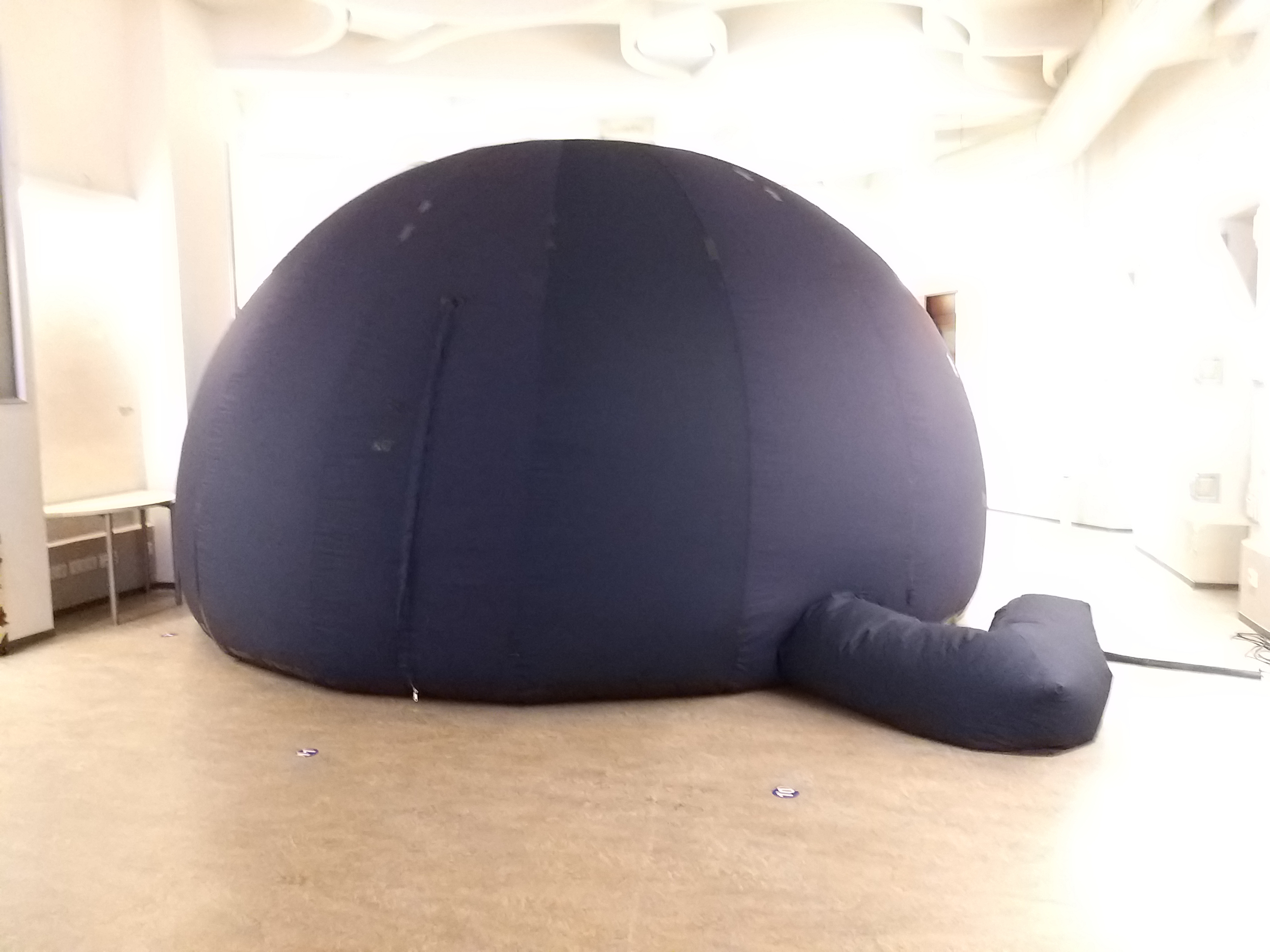
Public Space, le planétarium éphémère

Grützbauch est connue d'un public plus large depuis 2017 grâce à son planétarium Public Space. Le planétarium gonflable n'a pas d'emplacement fixe, mais est transporté par Grützbauch avec un vélo cargo depuis son domicile à Vienne vers les écoles et autres lieux d'événements,,,,,,,,,,,,,,,,.
Depuis 2020, Grützbauch héberge le podcast d'astronomie Das Universum (en français : L'Univers) avec le mécanicien céleste Florian Freistetter. Elle publie une autre série de podcasts sur le ciel nocturne avec Holger Klein (de).
En 2021, elle a publié Per Lastenrad durch die Galaxis, un livre scientifique de vulgarisation sur l'astronomie extragalactique et son planétarium.
Grützbauch fait partie des Science Busters (de), un groupe de kabarett (en) scientifique fondé par Heinz Oberhummer (en), Martin Puntigam (de) et Werner Gruber (en). Elle travaillait dans leur département d'accessoires depuis 2018 et a fait ses débuts sur scène en 2021.

## Travaux
- (de) Per Lastenrad durch die Galaxis, Berlin, Aufbau-Verlag, 2021 (ISBN 978-3-351-03893-9)
- (en) The eventful life of galaxies in low density environments or Evolution of galaxy groups, Université de Vienne, 2007
- (de) Galaxien in isolierten Gruppen: Eigenschaften der Gruppenmitglieder und Signaturen gravitativer Wechselwirkungen, Université de Vienne, 2003